# Miljöfaktorer (samhälle)
Miljöfaktorer är sådana som påverkar en persons utveckling och beteende genom omgivande samhälle, vänner och familj. Det som finns runtomkring människan som påverkar och inbegriper allt från fysiska omgivningar och klimat till sociala nätverk och kulturella normer. Vänner och familj kan påverka en persons val av aktiviteter, intressen och livsstil, och på så sätt forma personens personlighet och självbild. Samhället påverkar också en persons utveckling genom tillgång till resurser, såsom utbildning, arbete och hälsa. Våra närmaste relationer kan påverka våra vanor, attityder och värderingar, medan samhällets normer och förväntningar kan påverka våra karriärval, utbildningsnivå och politiska åsikter. 
Miljöfaktorer kan både vara positiva och negativa en individs utveckling. Till exempel, om en person bor i ett område med hög kriminalitet och dålig utbildning kan det påverka deras chanser till framgång och livskvalitet. Miljöfaktorer kan också påverka en persons mentala och fysiska hälsa, genom till exempel stress, föroreningar och tillgång till sjukvård.